# Thalassarche salvini
O albatroz-de-salvin, Thalassarche salvini, é uma ave marinha, da família dos albatrozes, de grande porte, que habita no Oceano Antártico. Tem porte médio, se comparada com as outras aves do seu género. É considerada, por alguns autores, como subespécie do Albatroz-arisco. Contudo, análises a nível molecular demonstram que o albatroz-de-salvin é mais aparentado ao Albatroz-das-chatham (também considerado como sendo uma subespécie do albatroz-arisco), formando um táxon irmão, e menos aparentados do que parece ao albatroz-arisco. Actualmente são consideradas como três espécies distintas. O nome vulgar e científico da espécie foi dado em honra do ornitólogo Osbert Salvin, por Lord Lionel Walter Rothschild.
O albatroz-de-salvin tem cabeça e costas cinzentas, e parte posterior e inferior branca. O seu bico é cinzento pálido com arestas e extremidade amarelas.Pode distinguir-se do albatroz-de-chatam pelo seu tamanho maior e bico cinzento, e distingue-se do albatroz-arisco pela sua cabeça mais acinzentada. Tais diferenças são pouco distinguíveis no mar aberto.
O albatroz-de-salvim procria em colónias de três arquipélagos com características muito distintas no Oceano Antártico: as Ilhas Crozet no Oceano Índico e nas Ilhas Bounty e The Snares a sul da Nova Zelândia. Procedem à postura de um únic ovo em Setembr, que é incubado pelos dois progenitores até inícios de Novembro. Aas crias começam a voar com 4 meses. No mar, distribuem-se desde o Sul de África, passando pela Austrália até tão a ocidente como as costas da América do Sul. A sua população mundial é estimada actualmente em 65.000 aves, o que sugere um declínio desde os primeiros estudos efectuados a respeito desta ave (ainda que diferenças a nível das metodologias utilizadas tornem difícil qualquer comparação directa).